# Daniel Bryan

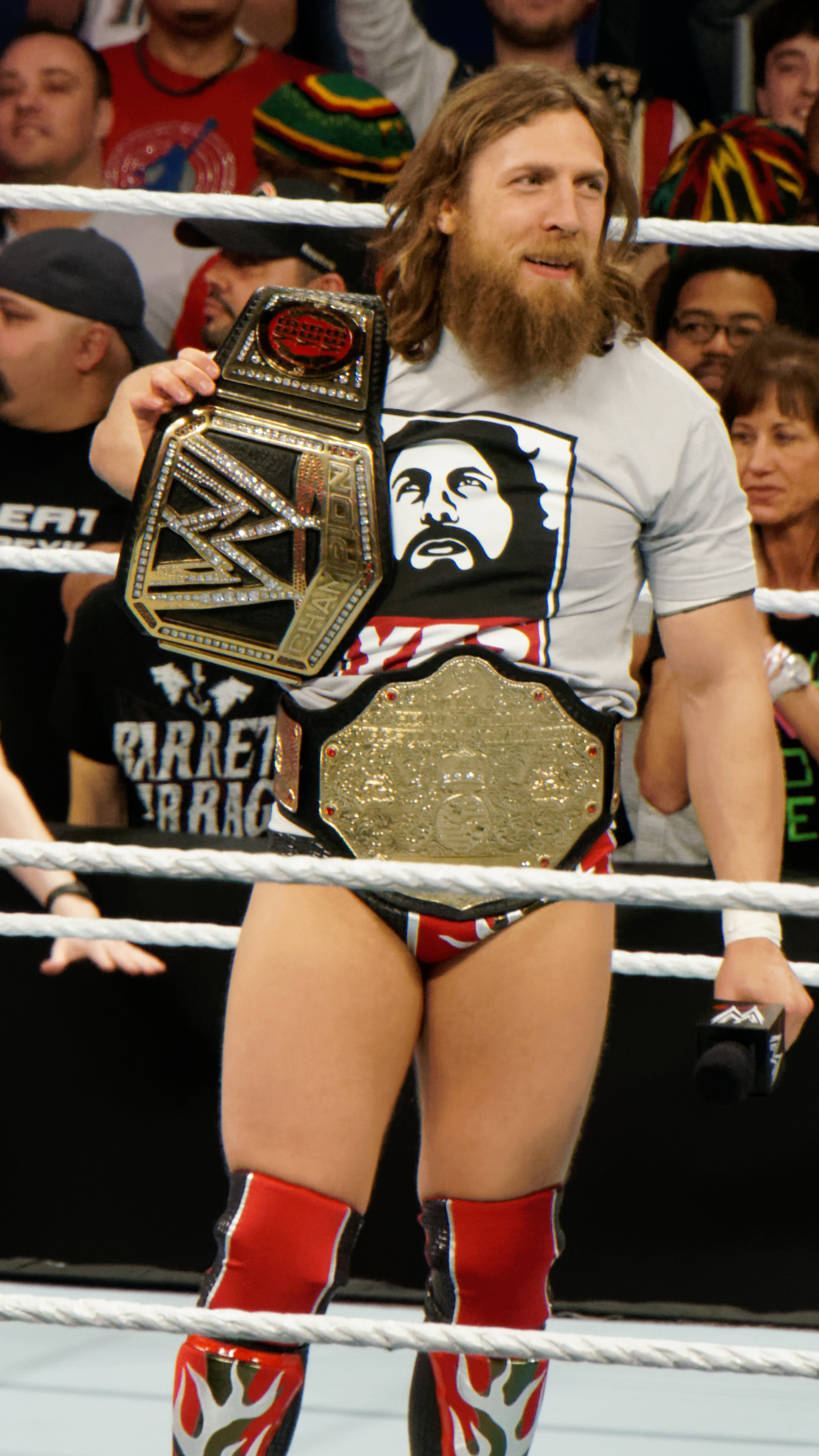
Bryan campion mondial unificat in 2014

Bryan Lloyd Danielson (n. 22 mai 1981) este un wrestler american. În prezent lucrează pentru All Elite Wresting (AEW). La data de 8 februarie 2016 , și-a anuntat retragerea oficială prin intermediul site-ului de socializare, twitter. În iulie, a devenit Director General SmackDown după revenirea extensiei mărcii. La 20 martie 2018, Bryan a fost oficial eliberat pentru a se întoarce în ring-uri și a revenit în ring la WrestleMania 34 pe 8 aprilie.

## Cariera

### Promoțiile indenpendente
El a debutat în wrestling pe data de 4 octombrie 1999. A activat în mai multe promoții independente, cum ar fi Ring Of Honor, New Japan Pro Wrestling, International Wrestling Asociation, Memphis Championship Wrestling, Pro Wrestling Illustrated, reușind să câștige numeroase titluri, inclusiv centura mondială din ROH. Din 2010 activează în WWE.

### World Wrestling Entertainment/WWE (2010–prezent)

#### 2010
În iunie 2010 a debutat în WWE la NXT,ca ucenic al lui The Miz, după care i-a expirat contractul și a revenit în august 2010 la Summerslam, câștigând Centura Statelor Unite. Anul următor el a participat la meciul Money In The Bank al Smackdown-ului, câștigându-l. Inițial a anunțat că va încasa valiza la Wrestlemania 28, dar a încasat-o la TLC 2011 pe Big Show abia devenit campion și atacat de Mark Henry nervos că a pierdut Centura Mondială. El a reușit să câștige Centura Mondială, pe care și-a apărat-o la Royal Rumble, Elimination Chamber, dar la Wrestlemania 28 a pierdut titlul în fața lui Sheamus într-un meci de 18 secunde. Și-a luat revanșa la Extreme Rules într-un meci de tip„2 out of 3 falls”contra lui Sheamus, pe care nu a reușit să-l învingă.

#### 2013
La Royal Rumble are meci alături de Kane împotriva echipei Rhodes Scholars pentru titlurile la echipe,meci pe care îl câștigă.El mai participă și în meciul 30-Man BATTLE ROYAL,intrând al 24-lea,dar nereușind să câștige.
La Elimination Chamber participă într-un meci de tipul Elimination Chamber pentru a stabili oponentul lui Alberto Del Rio la Wrestlemania 29 pentru titlul mondial la categoria grea.Din acest meci mai fac parte Randy Orton,Mark Henry,Jack Swagger,Chris Jericho și colegul său de echipă Kane.Bryan nu reușește să câștige acest meci fiind eliminat primul.
La Wrestlemania 29 are meci alături de Kane împotriva lui Big E Langston și Dolph Ziggler pentru titlurile la echipe,meci pe care îl câștigă rămânând în continuare campion.
Extreme Rules este foarte prost pentru Daniel Bryan,pierde titlurile la echipe într-un meci Tornado Tag Team alături de Kane împotriva The Shield(Roman Reigns și Seth Rollins).
La Payback încearcă să devină din nou campion la echipe,de data aceasta alături de Randy Orton,Kane primind șansa la titlul Statelor Unite,dar pierde acest meci.
La Money in the Bank participă în meciul All-Stars pentru servieta care garantează o șansă la titlul WWE,dar nu reușește să îl câștige.La următorul Raw,managerul general Brad Maddox îi oferă posibilitatea campionului WWE John Cena să aleagă oponentul său pentru Summerslam,Bryan fiind acela.
La Summerslam îl învinge pe John Cena într-un meci unu la unu cu arbitrul special Triple H câștigând pentru prima oară în cariera sa titlul WWE.Bucuria lui Bryan nu ține mult,Triple H îi face un pedigree și vine Randy Orton și încasează valiza Money in The Bank devenind noul campion WWE.În următoarea seară la RAW,Bryan pornește un feud cu Vince McMahon, Randy Orton ,  Triple H și Stephanie McMahon. Deoarece e fostul campion are dreptul la o revanșă pentru centura WWE , la Noaptea Campionilor . Familia McMahon încearcă să-l facă să renunțe la această șansă , după ce Randy Orton , The Shield și Big Show ( ultimul fiind obligat ) îi livrează RKO-uri și Triple Powerbomb-uri în fiecare ediție de RAW sau SmackDown ,și după ce Big Show îl face knock-out. Aceste activități atrag antipatie lui Triple H și lui Randy Orton , noua față a WWE-ului . Din această cauză , Cody Rhodes este demis , iar fratele său , Goldust , vrea să-l răzbune , fără succes . În aceeași ediție Edge se întoarce , și pare a fi de partea lui Daniel Bryan , ceea ce nu-i prea convine lui Triple H . Duelul se încheie la  Noaptea Campionilor , unde Daniel Bryan redevine campion WWE . Însă centura îi este luată la următorul Raw , pe motiv că arbitrul a numărat prea repede .

#### 2014
Începe anul continuându-și lupta cu Kane și restul conducerii WWE , dar în același timp și cu Bray Wyatt , cu care are un meci la Royal Rumble , motiv pentru care nu este în meciul de Rumble câștigat de Dave Batista . Câștigă un loc în Elimination Chamber și este pe punctul de a câștiga când intervine Kane ( pentru a-i scoate afară din cușcă pe The Wyatts ) și nu lasă arbitrul să-l numere pe Randy Orton , fapt pentru care Bryan îi dă un genunchi în față . Camera este câștigată de Orton , care-și păstrează titlul .
Reusește să-și obțină biletul pentru WM ocupând RAW-ul cu ajutorul fanilor . Obține un meci cu Triple H la WM 30 , câștigătorul fiind inclus în meciul pentru centura WWE Heavyweight .
La WrestleMania Bryan câștigă meciul cu Triple H , dar este atacat cu un scaun de acesta și nu va putea juca la capacitatea maximă în main-event . Orton și Batista reușesc într-un anumit moment al meciului să coopereze , Orton prinzându-l pe Bryan într-un R.K.O. în timp ce Batista îi făcea un BatistaBomb . Medicii intervin și vor să-l ia pe Bryan cu targa , însă acesta reușește cu chiu-cu-vai să se ridice de pe targă . Triple H și Stephanie McMahon își fac din nou prezența în acest meci , însă Bryan reușește să-l prindă pe Batista în manevra sa de submission : Yes!Lock și reușește să câștige centura WWE World Heavyweight. La Extreme Rules Bryan la- învins pe Kane în-trun Extreme Rules Match păstrându-si centurile. După o intervenție chirurgicală, Bryan a fost nevoit să abandoneze campionatul. Din acest motiv a fost absent la TV o lunga perioada.
Bryan și-a făcut reaparitia la SmackDown pe 28 noiembrie. A fost intrebat daca se va intoarce in curand, iar el a raspus cu un YES. In episodul din 29 decembrie a declarat ca va fi apt pentru a participa in Royal Rumble 2015.

#### 2015
A revenit in ianuarie având o rivalitate cu Kane. La Royal Rumble a intrat cu numarul 10, dar a fost eliminat de Bray Wyatt.
Pe 2 februarie la Raw la învins pe Seth Rollins reușind o șansa pentru al intalni pe Roman Reigns la Fastlane. Caștigatorul meciului ar avea sansa de al intalni pe Brock Lesnar la Wrestlemania 31 pentru centura mondiala. Dar la eveniment, Bryan a fost învins de Reigns. La WrestleMania 31 a câștigat centura intercontinentala în-trun Ladder Match învingandui pe Bad News Barrett, Dolph Ziggler, R-Truth, Dean Ambrose, Luke Harper și Stardust. Pe 30 martie la Raw, si-a aparat titlul impotriva lui Dolph Ziggler. Bryan ar fi trebuit sa lupte cu Bad News Barrett la Extreme Rules dar medici a-u considerat ca nu este in conditi fizice de a lupta. Dupa o lună inafara ecranurilor, pe 11 mai la Raw, a anunțe că va lipsi din nou din ring, săptamâni, luni, sau chiar si pentru totdeauna. Asa că a lăsat campionatul intercontinental vacant.
Ultima sa luptă ca luptător în WWE a fost pe 16 aprilie la SmackDown alături de prietenul său John Cena învingandui pe Tyson Kidd si Cesaro cu un YES! Lock a lui Bryan.

#### 2016-2017
Pe 8 februarie a anunțat în contul său de Twitter ca se retrage din lupte din cauza accidentarilor.
Pe 19 iulie la Smackdown Live, sa prezentat ca noul general manager al Smackdown alaturi de comisarul Shane McMahon. După SummerSlam, Bryan a prezentat alături de McMahon douo noi campionate pentru brandul SmackDown, SmackDown Women's Championship și SmackDown Tag Team Championship. Mai târziu acea lună, Bryan l-a programat pe The Miz să apere centura Intercontinentală cu Dolph Ziggler pe 11 septembrie la Backlash. Amândoi au continuat cu o rivalitate în luna septembrie, cu Miz fugând de multe ori. Rivalitatea avea să continue atunci când, Maryse, soția lui Miz, a acceptat provocarea lui Bryan în numele lui Miz. Bryan a declarat pe 9 noiembrie la Talking Smack, că dacă Ziggler păstrează centura, Miz și Maryse vor fi schimbați la Raw. Pe 15 noiembrie, Bryan a deschis episodul 900 al SmackDown-ului, anuntând că lupta într-e Miz și Ziggler va deschide show-ul. Miz a devenit șase ori campion Intercontinental după ce l-a învins pe Ziggler, evitând astfel să fie mutat la Raw și continuând rivalitatea cu Bryan.
La episoadele de Raw și SmackDown de pe 10 și 11 aprilie 2017, Bryan a participat la Superstar Shake-up, unde superstarurile Alexa Bliss, Bray Wyatt, Dean Ambrose, The Miz, Heath Slater și Rhyno au fost mutați la Raw. Mai târziu, Bryan avea să ia o mică pauză din fața ecranulilor în urma nașteri a fiului său. S-a întors pe 20 iunie la SmackDown. Pe 17 decembrie la Clash of Champions, Bryan a fost arbitrul special alături de Shane McMahon în lupta care au avut-o Kevin Owens și Sami Zayn împotriva lui Randy Orton și Shinsuke Nakamura, în care dacă Owens și Zayn pierdeau, ar fi fost concediați. Bryan a făcut o numărătoare rapidă pentru ai oferi victoria lui Owens și Zayn.

#### 2018
După mai mult de doi ani de evaluare, recenzii ale istoricului său medical și evaluări neurologice și fizice, Bryan a fost autorizat de trei neurochirurgi externi independenți, neurologi și experți în comoție, pe lângă Joseph Maroon, să revină la concursul intern al WWE pe 20 martie. În episodul SmackDown din acea noapte, Bryan a mulțumit fanilor pentru sprijinul lor continuu și a promis că va lupta din nou, dar ca manager general al lui SmackDown, i-a concediat pe Kevin Owens și Sami Zayn (kayfabe) pentru atacul lor asupra lui Shane McMahon în săptămâna precedentă, ceea ce i-a determinat pe Owens și Zayn să-l atace pe Bryan. Ca răspuns, Bryan și-a exprimat regretul în favoarea lor și a programat o luptă de echipă la WrestleMania 34, unde Bryan & Shane McMahon s-ar fi confruntat cu Owens & Zayn, iar aceștia din urmă vor fi rechizați dacă reușesc o victorie. Pe 8 aprilie la WrestleMania 34, Bryan și McMahon au câștigat după ce Bryan la făcut pe Zayn să se predea în prima sa luptă din aprilie 2015. Ca urmare a eliberării sale medicale, McMahon a anunțat în episodul SmackDown din 10 aprilie că a acceptat cu bunătate demisia lui Bryan ca director general" înainte de-a anunța că Paige, recent retrasă, ar fi înlocuitoarea lui. La Greatest Royal Rumble, Bryan a participat în meciul Greatest Royal Rumble, fiind primul participant, cu o durată de 76 de minute, cel mai lung timp într-un meci Royal Rumble, înainte de-a fi eliminat de către Big Cass. Bryan l-a învins pe Big Cass pe 6 mai la Backlash și pe 17 iunie la Money in the Bank. Pe 26 iunie la episodul SmackDown, Bryan a primit ajutor de la Kane în timpul unui atac al The Bludgeon Brothers, reunind echipa Team Hell No. La 15 iulie la Extreme Rules, Team Hell No au pierdut lupta pentru Campionatul SmackDown Tag Team Championship împotriva lui The Bludgeon Brothers dupa ce Kane a fost atacat inainte de lupta, cu Bryan nevoit să lupte de unul singur. 
Bryan s-a confruntat cu rivalul său The Miz pe 19 august la SummerSlam, dar a pierdut după ce a primit o lovitură cu bride de aramă de la Miz. Pe 16 septembrie, la Hell in a Cell, Bryan & Bella au pierdut lupta cu Miz și Maryse, după ce Maryse a acoperit-o pe Bella. Pe 6 octombrie, la Super Show-Down, Bryan l-a învins pe Miz pentru a câștiga o ocazie la centura WWE împotriva lui AJ Styles pe 2 noiembrie la WWE Crown Jewel. Cu toate acestea, după incidentul de deces al lui Jamal Khashoggi, Bryan a refuzat să lucreze la evenimentul Crown Jewel din Arabia Saudită, iar complotul a fost modificat, astfel încât lupta pentru titlu a avut loc pe 30 octombrie la SmackDown, în care Bryan a pierdut. La episodul de SmackDown din 6 noiembrie, Bryan a fost anunțat ca căpitan al echipei SmackDown pentru lupta de la Survivor Series, dar mai târziu a fost numit co-căpitan când The Miz s-a numit de unul singur căpitan.
La episodul de la SmackDown din 13 noiembrie, Bryan l-a învins pe AJ Styles după o lovitură joasă pentru a câștiga Campionatul WWE pentru a patra oară în cariera sa. După luptă, Bryan l-a atacat pe Styles, devenind heel pentru prima dată din octombrie 2012. Ca urmare a victoriei sale pentru titlu, Bryan a fost scos din Team SmackDown pentru lupta de la Survivor Series (înlocuit de Jeff Hardy) pentru a se confrunta cu campionul Universal Brock Lesnar într-un meci campion vs. campion, unde Bryan a fost învins. Două nopți mai târziu pe SmackDown, Bryan și-a explicat acțiunile, declarând că-și urmărește visele și că fanii nu erau cu el în timpul recuperării sale pentru a reveni în ring. El sa botezat apoi "The New Daniel Bryan" și a programat o revanșă într-e el și AJ Styles pentru campionatul WWE la TLC: Tables, Ladders & Chairs, unde Bryan a păstrat titlul.

#### 2019
La 27 ianuarie, la Royal Rumble, Bryan a reținut cu succes titlul împotriva lui Styles, după o intervenție a lui Rowan, care își făcea revenirea. La episodul de SmackDown din 29 ianuarie, Bryan a aruncat centura originală a campionatului într-un coș de gunoi (regretă faptul că a fost făcut din piele) și a introdus o nouă centură personalizată, numită Campionatul Planetei, cu același design ca centura standard, dar realizată din "materiale pe deplin durabile". La episodul din 12 februarie de la SmackDown, Bryan a luptat într-un Gauntlet match pentru a determina cine intră ultimul în meciul de la Elimination Chamber pentru Campionatul WWE, unde a început Bryan și Kofi Kingston, dar Bryan a fost învins de Kingston. Pe 17 februarie la Elimination Chamber, Bryan a reținut cu succes titlul, eliminând-ul pe Kingston. La Fastlane, Bryan a reușit să-și păstreze titlul împotriva lui Kevin Owens și Mustafa Ali într-un meci Triple Threat. Pe 7 aprilie 2019, la WrestleMania 35, Bryan a pierdut titlul împotriva lui Kingston, terminându-și domnia după 145 de zile.

## Viața personală
Daniel Bryan este bun prieten cu CM Punk,cunoscându-l pe acesta din ROH. În urmă cu câțiva ani a adoptat stilul de viață vegetarian. El a format un cuplu cu AJ Lee,dar este momentan împreună cu Brie Bella, aceasta fiind de altfel sora lui Nikki Bella.
Dacă va câștiga titlul Intercontinental la Wrestlemania 31 , Daniel Bryan va deveni al 26-lea campion Triple Crown din istorie, ceea ce sa și întâmplat din fericire.
De alt fel prietenul său CM Punk este cel care a obținut acest titlu în cel mai scurt timp, în doar 203 zile.
El nu mai deține titlul de la Wrestlemania 31 deoarece a fost atacat dur de Sheamus într-un meci disputat dintre cei doi.
La Elimination Chamber 2015 se ține un meci pe titlul intercontinental vacant unde Ryback câștigă și este premiat de Bryan la masa comentatorilor și în ring.

## Manevre de final
- Ghilotina
- LaBell Lock/Yes Lock/No Lock
- Lovitura de genunchi

## Titluri deținute în WWE
- Centura Mondială La Categoria Grea(o dată)
- Centura Statelor Unite(o dată)
- Servieta Money in the bank(o dată)
- WWE Tag Team Champion
- WWE Champion (de trei ori,Summerslam:Prima,Battleground:a doua,Wrestlemania:A treia.)
- Centura Intercontinentală (o dată) câștigată la WrestleMania 31

## Porecle
- Dragonul American
- D-Bryan